# Ugena
Ugena és un municipi de la província de Toledo, a la comunitat autònoma de Castella la Manxa. Limita amb Serranillos del Valle, Griñón, Cubas de la Sagra i Casarrubuelos a la província de Madrid i a Illescas i Carranque a la de Toledo.

## Demografia
| 1996 | 1998  | 1999  | 2000  | 2001  | 2002  | 2003  | 2004  | 2005  | 2006  | 2021  |
| ---- | ----- | ----- | ----- | ----- | ----- | ----- | ----- | ----- | ----- | ----- |
| 981  | 1.204 | 1.305 | 1.585 | 1.563 | 2.003 | 2.288 | 2.630 | 3.267 | 3.942 | 5.626 |

## Administració
| Període      | Nom de l'alcalde/-essa     | Partit polític | Data de possessió |
| ------------ | -------------------------- | -------------- | ----------------- |
| 1979 - 1983  | Luis Conde Navarro         | UCD            | 19/04/1979        |
| 1983 - 1987  | Emiliano Menéndez García   | AP/PDP/UL      | 28/05/1983        |
| 1987 - 1991  | Emiliano Menéndez García   | PP             | 30/06/1987        |
| 1991 - 1995  | Emiliano Menéndez García   | PP             | 15/06/1991        |
| 1995 - 1999  | Pascual Cabañas Berruguete | Independent    | 17/06/1995        |
| 1999 - 2003  | Manuel Conde Navarro       | PP             | 03/07/1999        |
| 2003 - 2007  | Manuel Conde Navarro       | PP             | 14/06/2003        |
| 2007 - 2011  | Manuel Conde Navarro       | PP             | 16/06/2007        |
| 2011 - 2015  | n/d                        | n/d            | 11/06/2011        |
| 2015 - 2019  | n/d                        | n/d            | 13/06/2015        |
| 2019 - 2023  | n/d                        | n/d            | 15/06/2019        |
| Des del 2023 | n/d                        | n/d            | 17/06/2023        |